# Borstorf
Borstorf település Németországban, Schleswig-Holstein tartományban. Lakosainak száma 307 fő (2023. december 31.). Borstorf Köthel (Lauenburg), Walksfelde, Poggensee és Schretstaken községekkel határos.

## Népesség
A település népességének változása:
| Lakosok száma | 266  | 277  | 299  | 305  | 316  | 315  | 307  |
|               | 1975 | 2014 | 2017 | 2019 | 2021 | 2022 | 2023 |